# ピーター・サシツキー
ピーター・サシツキー（Peter Suschitzky, 1941年7月25日 - ）は、ポーランド系イギリス人の撮影監督である。

## 来歴
ロンドンで生まれ育った。父親は同じく撮影監督のウォルフガング・サシツキーである。イギリス撮影監督協会会員。
デヴィッド・クローネンバーグ監督作品に多く参加し、同監督作品でジニー賞撮影賞を4度受賞している。

## 主なフィルモグラフィ
- Trinidad and Tobago (1964) - 監督：ジェフリー・ジョーンズ
- The War Game (1965) - 監督：ピーター・ワトキンズ
- イギリスは占領された!? It Happened Here (1966) - 監督：ケヴィン・ブラウンロー&アンドリュー・モロー
- 傷だらけのアイドル Privilege (1967) - 監督：ピーター・ワトキンズ
- Charlie Bubbles (1967) - 監督：アルバート・フィニー
- A Midsummer Night's Dream (1968) - 監督：ピーター・ホール
- Lock Up Your Daughters! (1969) - 監督：ピーター・コー
- Gladiators (1969) - 監督：ピーター・ワトキンズ
- 愛のふれあい A Touch of Love (1969) - 監督：ワリス・フセイン
- 雪崩 Figures in a Landscape (1970) - 監督：ジョゼフ・ロージー
- 最後の栄光 Leo the Last (1970) - 監督：ジョン・ブアマン
- 小さな恋のメロディ Melody (1971) - 監督：ワリス・フセイン
- Henry VIII and his Six Wives (1972) - 監督：ワリス・フセイン
- ハメルンの笛吹き The Pied Piper (1972) - 監督：ジャック・ドゥミ
- マイウェイ・マイラブ That'll Be the Day (1973) - 監督：クロード・ホワッタム
- All Creatures Great and Small (1974) - 監督：クロード・ホワッタム
- ロッキー・ホラー・ショー The Rocky Horror Picture Show (1975) - 監督：ジム・シャーマン
- リストマニア Lisztomania (1975) - 監督：ケン・ラッセル
- バレンチノ Valentino (1977) - 監督：ケン・ラッセル
- スター・ウォーズ エピソード5/帝国の逆襲 Star Wars Episode V: The Empire Strikes Back (1980) - 監督：アーヴィン・カーシュナー
- 銀河伝説クルール Krull (1983) - 監督：ピーター・イェーツ
- 恋におちて Falling in Love (1984) - 監督：ウール・グロスバード
- ゲッタウェイ/狼たちの逃走 In Extremis (1988) - 監督：オリヴィエ・ロルサック
- 戦慄の絆 Dead Ringers (1988) - 監督：デヴィッド・クローネンバーグ
- 女神たちの季節 Where the Heart Is (1990) - 監督：ジョン・ブアマン
- A Man and Two Women (1991) - 監督：ヴァレリー・ストロー
- 裸のランチ Naked Lunch (1991) - 監督：デヴィッド・クローネンバーグ
- パブリック・アイ The Public Eye (1992) - 監督：ハワード・フランクリン
- 失踪 妄想は究極の凶器 The Vanishing (1993) - 監督：ジョルジュ・シュルイツァー
- エム・バタフライ M. Butterfly (1993) - 監督：デヴィッド・クローネンバーグ
- 不滅の恋/ベートーヴェン Immortal Beloved (1994) - 監督：バーナード・ローズ
- マーズ・アタック! Mars Attacks! (1996) - 監督：ティム・バートン
- クラッシュ Crash (1996) - 監督：デヴィッド・クローネンバーグ
- 仮面の男 The Man in the Iron Mask (1998) - 監督：ランダル・ウォレス
- イグジステンズ eXistenZ (1999) - 監督：デヴィッド・クローネンバーグ
- レッドプラネット Red Planet (2000) - 監督：アントニー・ホフマン
- スパイダー/少年は蜘蛛にキスをする Spider (2002) - 監督：デヴィッド・クローネンバーグ
- Shopgirl/恋の商品価値 Shopgirl (2005) - 監督：アナンド・タッカー
- ヒストリー・オブ・バイオレンス A History of Violence (2005) - 監督：デヴィッド・クローネンバーグ
- ストーン・カウンシル The Stone Council (2006) - 監督：ギョーム・ニクルー
- イースタン・プロミス Eastern Promises (2007) - 監督：デヴィッド・クローネンバーグ
- 危険なメソッド A Dangerous Method (2011) - 監督：デヴィッド・クローネンバーグ
- コズモポリス Cosmopolis (2012) - 監督：デヴィッド・クローネンバーグ
- アフター・アース After Earth (2013) - 監督：M・ナイト・シャマラン
- マップ・トゥ・ザ・スターズ Maps to the Stars (2014) - 監督：デヴィッド・クローネンバーグ
- 五日物語 -3つの王国と3人の女- Tale of Tales (2015) - 監督:マッテオ・ガローネ